# Savoy Croft
Savoy Croft ist eine Villa in der schottischen Stadt Ayr in der Council Area South Ayrshire. 1980 wurde das Gebäude in die schottischen Denkmallisten in der höchsten Kategorie A aufgenommen. Die Jugendstilvilla wurde im Jahre 1893 erbaut. Bauherr war der Architekt James A. Morris, der sie selbst plante und bewohnte. 1914 wurde das Gebäude erweitert. Es verblieb bis 1991 in Familienbesitz.

## Beschreibung
Das zweistöckige Gebäude liegt westlich des Zentrums unweit des Firth-of-Clyde-Ufers. Es besteht aus rotem Sandstein, der teilweise mit Harl verputzt ist. An der ostexponierten Frontseite tritt ein Gebäudeteil mit Volutengiebel hervor. Der dort befindliche, tiefer liegende Eingangsbereich ist mit abschließendem stilisiertem Segmentbogen mit Schlussstein gestaltet. Die Fassaden sind asymmetrisch aufgebaut, teilweise mit schlichten Zwillings- bis Vierlingsfenstern mit Mittelpfosten und schlichtem umlaufendem Stockwerkgesimse. Manche Fenster sind mit Kragsteinen und Verdachung gearbeitet. An der Nordwestseite springt ein Erker hervor. Das Satteldach ist mit Schiefer eingedeckt. Verteilt sind Flachdachgauben mit einzelnen Fenstern sowie Dachfenster verbaut.